# 手塚りょうこ
手塚 りょうこ（てづか りょうこ、10月15日 - ）は、日本の女性声優。主にアダルトゲームに声をあてている。

## 人物
高校時代に演劇を通じて別人になることの楽しさを知り、悩んだ末に声優の専門学校へ入学し、事務所付属の養成所に入所した。
養成所の先輩から声がエロティックではないかという声を聞いたことがきっかけで、アダルトゲームのオーディションを受け、『Areas～空に映すキミとのセカイ～』の片岡のぶこ役でデビューを果たした。
その後、事務所に営業を担うマネージャーがいなかったため退所し、フリーでの活動を続けている。

## 出演

### アダルトゲーム

#### 2009年
- Areas〜空に映すキミとのセカイ〜（Windows 2000/XP/Vista）（片岡のぶこ 役）
- 痴漢専用車両2（Windows 2000/XP/Vista）碧井千枝 役）
- 鬼うた。 〜鬼が来たりて、甘えさせろとのたもうた。〜（Windows 2000/XP/Vista）宮部綾子 役）
- 無差別恋愛 ～ボクって玩具?～（Windows 2000/XP/Vista）菊池 綾 役）
- 肉体操作（Windows 2000/XP/Vista）霧名 葉月 役）
- ANGEL MAGISTER（リン＝レキシンビア 役）
- 僕らのカタチ、世界のカタチ（橘涼子 役）
- とらぶる@ヴァンパイア! 〜あの娘は俺のご主人さま〜（大塚岩魚 役）

#### 2010年
- Areas 恋する乙女の3H（Windows 2000/XP/Vista/7）片岡のぶこ 役）
- 鬼まり。〜鬼が夢見し常の世に、至る幼き恋のはじまり。〜（宮部綾子 役、主題歌、など）
- 姫剣士エステル〜孕ませ王2〜（エステル＝アルフヘイム 役）

#### 2011年
- 先生っ! シてあげる（偲ヶ師 亜季歩 役）
- えむっ娘シスターズ（Windows /XP/Vista/7）（夢川珠姫 役）
- 規制不可〜俺は実在しないので、ナニをヤッても許される〜（早坂みおり、石塚アイラ 役）
- 眠れる花は春をまつ。（天童一花 役）
- 虜囚市場〜罠に嵌められたエルフの女将校〜（アナスタシア・D・ファイズランド 役）
- なでしこドリップ（小桜くるみ 役[4]）
- 恋愛家庭教師ルルミ★Coordinate!（新瑞橋真菜 役[5]）
- オトミミ∞インフィニティー（屏風てとら 役[6]）
- 翠の海（沙羅 役[7]）
- LEGEND SEVEN 〜白雪姫と7人の英雄〜（渡世白雪 役[8]）
- ずっと! 女装で孕ませてっ（人形藍依 役[9]）
- 聖ヤリマン学園援交日記（れい 役[10]）
- セックス注毒 〜あの娘が性奴に成るまで〜（有栖川彩乃 役[11]）

#### 2012年
- 淫落痴漢電車 〜恥辱姦状線〜（Windows /XP/Vista/7/8）伊倉紫織 役[12]）
- ママの母乳（桐谷美奈子 役[13]）
- 波間の国のファウスト（若草つぐみ 役[14]）
- 牝アイドル〜デビューした彼女が、男たちに密着マークされてる件〜（小見苗錫里 役）
- ヨメ充!（堀川四織 役[15]）
- 越えざるは紅い花（ナァラ 役）
- かみデレ（上杉千早 役[16]）
- ManguSta -恥辱風紀委員会-（菊川姫雨 役[17]）
- この世界の向こうで（トーコ 役[18]）
- 九十九の奏〜欠け月の夜想曲〜（万年青聖月 役[19]）
- ドラゴンズレイド（）スライム娘[20]、ナーガ娘[21]、ゴーレム娘[22] 役）
- 操心術∞（）[23]
- 沈黙の女学園 〜阿鼻叫喚の肉欲の宴は終わりを見せるのか〜（クレイラ・ローズ 役[24]）
- 対魔忍アサギ3（Windows XP/Vista/7/8）甲河アスカ 役[25]）

#### 2013年
- 学園NTR ～僕の知らない彼女の淫顔～（悠木 深耶 役）
- 牝教師3〜淫悦の学舎〜（Windows /XP/Vista/7/8）（姫川由梨香 役、主題歌[26]）
- メンヘラ歩理のヤまないおねだり（詩片歩理 役、主題歌[27]）
- ラヴレッシブ（加賀巳稀 役[28]）
- 恋の話と（灯辺あゆな 役）
- ゆめいろアルエット!（橘夕 役[29]）
- 夜這いする七人の孕女（恩田穂乃香 役[30]）
- 聖エステラ学院の七人の魔女（室山和子 役[31]）
- らぶおぶ 恋愛皇帝 of LOVE!（稲穂・ギ・ひかり 役）
- クラス全員マヂでゆり?! ～私達のレズおっぱいは貴女のモノ・女子全員潮吹き計画～（鞍馬 美夕、春日 凛子 役）
- 女装海峡（藤切七生 役[32]）
- LOあんぐる!!（光野未来 役[33]）
- ナマイキデレーション（初瀬湊 役[34]）
- 聖娼女 ～性奴育成学園～（速水 涼香 役）
- スクールアイドル♂いとしのQてぃくル（吉川 あかる 役）
- モンスターズ・レイド -魔に堕ちる姫騎士-（セリカ・メル・ノルトリア 役[35]）
- にゃんカフェマキアート 〜猫がいるカフェのえっち事情〜（猫杜 美衣也 役）
- 催眠演舞（桂浦 香具耶 役）
- 館 ～官能奇譚～（善桜寺 美貴 役）
- インモラル病棟（氷室 麗華 役）
- 昼下がりの団恥淫妻2 ～夫には言えない秘密の訪問販売～（東 真奈美 役）
- 未来戦姫スレイブニル（深語 ナオ 役）
- らぶ魔女! -LOVE MAJYO!-（観音崎 凪 役）
- VenusBlood -GAIA-（エルミン・カナン 役）
- 白濁姉妹 ～生意気なあの娘の顔にぶっかけろ!～（香坂 舞 役）

#### 2014年
- ダークロード（Windows 2000/XP/Vista/7/8）（ナタリー 役[36]）
- 変態マスク 正義の味方はTバック。ってアホな!（春日部深雪 役[37]）
- 催眠クラス 〜女子全員、知らないうちに妊娠してました〜（楓あげは 役[38]）
- 処女ビッチだらけのテニス部合宿!「アタシが処女だって証拠がドコにあんのよ!?」（桐生ゆかり 役[39]）
- 痴漢優遇列車 〜種付け無限ループ 永遠に止まらない学園都市環状線〜（ソフィー 役[40]）
- 110〜産婦人科 死刑囚 病院ジャック〜（綾瀬杏子 役[41]）
- ギャンブラー☆ジェシカ〜THE Erotic Gambling!!〜（ミリア 役[42]）
- リアルプレイ（矢吹遼子 役[43]）
- 漂流艦獄クロノス（マヌエラ・サント 役[44]）
- 清楚な兄嫁は俺だけの淫乱肉オナホ（桐生亜矢子 役[45]）
- 常夏姉妹サンド（山城理緒 役[46]）
- ドコのドナタの感情経路（藤原美里 役[47]）
- 憑依変身エクストラソウルズ（ダリア 役[48]）
- デモニオンII 魔王と三人の女王（レベッカ＝ナバスケス 役[49]）
- 天秤のLa DEA。戦女神MEMORIA（イルザーブ 役[50]）
- もっと! 野外学習〜夏期特別講習編〜（樽見里子 役[51]）
- 夏恋ハイプレッシャー（美弥原冴子 役[52]）
- 巫女喰イ 〜魔手ノ黒箱〜（ナタリア 役[53]）
- 淑母の疼き 〜人妻、未亡人の熟れた身体と甘い吐息〜（杉元愛実 役[54]）
- 瞳の烙淫4 悦辱の操心改造（法連寺亜梨紗 役[55]）
- P/A〜Potential Ability〜（五十崎澪亜 役[56]）
- ゆめみがちーく!（瀬戸鈴 役[57]）
- もしも用務員のおじさんが催眠を覚えたら… 〜女教師を淫らに堕とす、肉欲の法悦催眠〜（日比野早苗 役[58]）
- フラテルニテ（菱木紗英子、藤原奈津美 役[59]）
- ちぇ〜んじ! 〜あの娘になってクンクンペロペロ〜（宮森さくら 役）
- えろまんが! Hもマンガもステップアップ♪（宮原尚生 役[60]）
- くりぃむレモン FourSeasons（ナオミ 役[61]）
- 対魔忍アサギ 決戦アリーナ（2014年、Windows Vista以上/iOS 6.1以上/Android 2.3以上）（甲河アスカ 役[62][注釈 1]）
- できない私が、くり返す。（古川漣 役）

#### 2015年
- 対魔忍アサギ 決戦アリーナ（2015年、上記に同じ）（甲河アスカ、アルマ、ユティ・ルーディン 役[62][注釈 1]）
- 万引娘桃色性裁 万引きした幼な妻に生ハメ中出し!!（塩沢マリコ 役[63]）
- 無法恥態〜格闘美少女達の淫辱バトル〜（藤城菖蒲 役[64]）
- 墜ちていく新妻〜ごめんなさいアナタ…私もう……でも、愛してる〜（高崎明日香 役[65]）
- キシ×カノ（円城寺ルイーゼ 役[66]）
- 妻の媚肉を弄る父の太い指〜知らぬ間に父のモノになっていた愛妻は、悦びの喘ぎとともに腰をうねらせていた〜（笹原叶愛 役[67]）
- 毎日がハーレムすぎて王子は姫を決められないっ!（有栖崎珠紀 役[68]）
- ぴ〜かぶ〜! 彼女がエッチな水着に着替えたら!?（宮澤里保奈 役[69]）
- 巨乳くのいち・朱雀 〜触手、潮吹き責め〜（白虎 役[70]）
- 戦極姫6〜天下覚醒、新月の煌き〜（上杉謙信、浅井長政、足利義輝 役[71]）
- 美少女万華鏡 -神が造りたもうた少女たち-（燈露椎 役[72]）
- ろーらいず!!!（霧島乃々/霧沢のの 役、挿入歌[73]）
- 月光アルスマギカ -不可逆神域の少女たち-（押樽響子 役[74]）
- シロガネ×スピリッツ!（大神緋華 役[75]）
- 戦乙女らんなばうとっ!（フラン＝ラシム 役[76]）
- ウルスラグナ〜征戦のデュエリスト〜（ブリガンティ 役[77]）
- プレイクラブ（霧生朝江 役[78]）
- 幻聖神姫LINEAGE -セイクリッドリネージュ-（セイクリッドノワール/結城雪 役[79]）
- プレイ!プレイ!プレイ!屍（樋口もか 役[80]）
- 光翼戦姫エクスティア（天久保百合 役[81]）
- Closed GAME（セシリア・ロックハート 役[82]）
- 蝕悦忍法帖〜無間絶頂、異種姦地獄〜（ナツメ 役[83]）
- スクイの小夜曲（伊佐美律 役[84]）
- 覗き見バイブレーション〜覗いて弄って楽しんで〜（宮内弥生 役[85]）
- 保護者狩り（白峰真澄 役[86]）
- カスタムメイド3D2（クーデレ 役[87]）
- さくらにかげつ（陽下弦ツヨメ 役[88]）
- ソーサリージョーカーズ（紙館栞子 役[89]）
- アヤカシ散華（稲生山茶 役[90]）
- Sexyビーチ プレミアムリゾート（矢吹遼子 役[91]）
- 三極姫4 〜天華繚乱　天命の恋絵巻〜（関羽雲長 役[92]）
- 僕と恋するポンコツアクマ。（葵雅妃 役[93]）
- 私が好きなら「好き」って言って!（八高千穂 役[94]）
- 熟圧～じゅくあつ～（漆原千恵子 役[95]）
- GEARS of DRAGOON 2 〜黎明のフラグメンツ〜（白艶 役[96]）
- 大乱闘☆ノンストップ・ガールズマーチ（時峰叶慧、春風若葉、竹久マチ 役[97]）

#### 2016年
- 戦御村正 -剣の凱歌-（本多勝娘、バルクロワマリノー、ベディヴィアイスメイ）
- アンゲネームプラッツ -Kleiner Garten Sie Erstellen-（三久 咲良）
- 光翼戦姫エクスティアII（天久保 百合）
- 働くオトナの恋愛事情（鳥羽 優里香）
- 蜥蜴の尻尾切り ～切れないしっぽ～（城戸崎 荊）
- GEARS of DRAGOON 2 ～黎明のフラグメンツ～（白艶）
- ネコぱら Vol.2 姉妹ネコのシュクレ（ココナツ）
- 鉄と裸（カトリーヌ=オードラン）
- 放課後3 ～狙われた純潔～（高辺 博美）
- ワールド・エレクション（Windows Vista/7/8/10）（ミリエル 役[98]）
- LOVEトレ エッチな恋愛トレーニング（高岡 つばめ）
- 催眠クラスWONDERFUL〜女子全員、知らないうちにまた妊娠してました〜（橘雪乃、水城麗華、役）
- オモカゲ ～えっちなハプニング!? なんでもどんとこい!～（立花 月下）
- ダンジョン オブ レガリアス 背徳の都イシュガリア（メリエル＝スチュワート）
- つい・ゆり ～おかあさんにはナイショだよ～（御影 百合）
- 天極姫2 ～覇権争奪、幻妖の将星～（平蜘蛛）
- 煌速聖姫パラスアテナ（ネフィラ・アトラナート）
- 聖鍵遣いの命題（シュウ）
- 僕と恋するポンコツアクマ。すっごいえっち!（葵 雅妃）
- 瑠璃の檻 ‐DOMINATION GAME‐（須磨 璃々）
- プラネット ドラゴン（イディ・ツェット）
- CoronaBlossom vol.1 -Gift From the Galaxy-（ユニィ）
- JK援交祭（長谷部 弓子）
- 借り妻 －今夜、兄嫁と寝ます－（八崎 小百合）
- 幻聖神姫セイクリッドFD（セイクリッドノワール）
- 死に逝く君、館に芽吹く憎悪（心々野）
- お姉ちゃんハンターズ! 僕たちを興奮させるお姉ちゃんが悪いんだ! 常夏ビーチ編（北原 沙希）
- まよなかぴょんぴょんカフェ もーにんぐ!（店長）
- 即イキびしょぬれアスリート! 潮吹き絶頂するアスリートヒロインたち（千早川 桃香）
- 生命のスペア （Windows 7/8/10）（夙川友里恵 役）
- ハニーセレクト（生真面目）
- 湯の村は～れむ ～巨乳孕ませ温泉滞在記～（鹿島 志津）
- 戦極姫7 ～戦雲つらぬく紅蓮の遺志～（三好 清海入道）
- 円環のメモーリア（一条 深琴）
- ユニオリズム・カルテット A3-DAYS（柳生 十兵衛）
- Lowすぺっく!? ～オレと年下妹とせいきょーいく!～（咲間 羽）
- CoronaBlossom vol.2 -The Truth From Beyond-（ユニィ）
- 妻、理子。はじめてのハプニングバー体験（理子）
- VenusBlood -RAGNAROK-（ヴェスラ、レギン）
- 月明りに悶える孕女（深見 玲果）
- まよなかぴょんぴょんカフェ（店長）

#### 2017年
- シルヴァリオ トリニティ（ミステル・バレンタイン）
- ばくあね2 ～弟、いっぱいしぼっちゃうぞ!～（武坂 和奏）
- は～とふるママン（黒川 麻衣）
- 戦御村正 ‐剣の凱歌‐ DX（本多勝娘、バルクロワマリノー、ベディヴィアイスメイ、ヴァルフィリアアレクサンドル）
- CoronaBlossom vol.3 -Journey to the Stars-（ユニィ）
- アヤツラレル!? 私の肢体は誰かのオモチャ（琴吹 花楓）
- 催眠学園3年生（Windows Vista/7/8/10）（氷上雪乃 役[99]）
- 独占島「あんたを好きになるくらいなら孕まされた方がマシよ!」（天娘 舞夜）
- 光翼戦姫エクスティアA（天久保 百合）
- ChronoBox -クロノボックス-（玖塚 あざみ子）
- ネコぱら Vol.3 ネコたちのアロマティゼ（ココナツ）
- アイよりアオい海の果て（真備 リオン）
- タンテイセブン（露梨子 かすみ）
- 妻、理子。はじめてのハプニングバー体験2（理子）
- 健全!変態生活のススメ（來島 乙花）
- 百奇繚乱の館（曽我部 織江）
- 景の海のアペイリア（沙羅）
- あかときっ2! -紡ぐマホウと零れるヒカリ-（ニナ）
- 歪んだ嘘の恋とレッテル（倉持 冴子）
- ヴィーナスリゾート 巨乳乱交アイランド 迫川悠生編（神楽坂 さくら）
- VenusBlood -BRAVE-（レオナ＝アマラール）
- 催眠学園2年生（氷上 雪乃）
- 越えざるは紅い花 ～愛しき日々は胸に集いて～（ナァラ）
- 艶花サクラメント -性なる御技と悪霊憑きの少女たち-（ニア）
- 過保護なママとむっちむちママさんバレー（塚地 悠里）
- 百奇繚乱の館×河原崎家の一族（曽我部 織江）
- 色情教団（佐倉 瑠依）
- 三極姫5 ～飛将光臨・戦煌の闘神～（張遼文遠、関羽雲長）
- メス堕ち! 巨乳妻との癒され愛温泉 ～巨乳妻たちと身も心もふれあうラブエロ性活～（安達 香澄）
- ヴィーナスリゾート 巨乳乱交アイランド 榊マドカ編（神楽坂 さくら）
- 景の海のアペイリア ～カサブランカの騎士～（竜宮 沙羅）
- 幕末尽忠報国烈士伝 -MIBURO-（Windows Vista/7/8/10）（佐川官兵衛 役[100]）

#### 2018年
- 真 姫狩りインペリアルマイスター 一般版（弓勇者ティオファニア 役）
- 幕末尽忠報国烈士伝 -MIBURO-（佐川 官兵衛、真木 保臣）
- グランギニョルの夜（穂坂 千鶴）
- ヴィーナスリゾート 巨乳乱交アイランド 田鹿羽衣編（神楽坂 さくら）
- 働くオトナの恋愛事情2（鳥羽 優里香）
- 過保護でエッチな僕の姉（二依那）
- お姫様だってXXXしたい！！ -Horny magical princess-（Windows 7/8/10）（内海 早苗 役）
- アナスタシアと7人の姫女神 〜淫紋の烙印〜 （Windows 7/8/10）（スクルド 役）
- Love×Holic ～魅惑の乙女と白濁カンケイ～（セイラ＝A＝仙賀）
- 鉄と裸 -Fairies Falldown-（カトリーヌ=オードラン）
- 催眠学園1年生（氷上 雪乃）
- 約束の夏、まほろばの夢（一ノ瀬 星里奈）
- 支配の教壇（月岡 アンナ）
- ネコぱら Extra 仔ネコの日の約束（ココナツ）
- 越えざるは紅い花 after disc ～綾なす未来～（ナァラ）
- コイカツ! -性格追加パック-（艷やか）
- はるとゆき、（阿久根 美音子）
- 魔法少女イノリ ～異種姦孕ませ・無限淫獄～（間宮 いのり）
- 異世界に召喚された俺は寝取られスキル持ちだった!?（エルミア・フィーニ）
- ボクのあまやかせいかつ -星湘町観光課、毎日えっちなロコドル活動!-（御木嶋 ひかり）
- 巨乳エルフ母娘催眠 「はい……人間様のオチ○ポを母娘でしゃぶらせていただきます……」（ナルルース＝ルィンヘン）
- 黒獣2 ～淫欲に染まる背徳の都、再び～（ミスティオラ）
- VenusBlood:Lagoon（エア＝エリーシス）
- ラッキードッグ1 + bad egg（テレサ・ブルボン）

#### 2019年
- 甘獄 ～快楽更生プロジェクト～（揺水 桃）
- はぴねす!2 Sakura Celebration（弥篝 珠州子）
- ギルドマスター（カザハ）
- 姉ちゃんのススメ ～お姉ちゃんのイタズラ性生活～（夏野 藍衣）
- 隷属の姫騎士姉妹 終わらないオークの永久苗床（ベアトリス・マクドマント）
- 催眠術4（望月早紀）[101]
- ガールズ・ブック・メイカー -幸せのリブレット-（呉承恩）
- 大戦御村正 -魔人覚醒-（本多 勝娘）
- DEAD DAYS（布良 麻奈美）
- 月の彼方で逢いましょう（月ヶ洞 きらり）
- 戦乙女ヴァルキリー3「貴方のような男には絶対に屈しません……!」（ヴァーリ）
- スク～ル催眠ぱらだいす! ～さっきまで全然好きじゃなかったのに!?～（柏木 霜真）
- えろまんが! Hもマンガもステップアップ♪ HDリマスター（宮原 尚生）
- ポーチャメイダー 潰せオークエンパイア! 世界豚人間計画!!（十文字 百合）
- フラテルニテ HDリマスター（菱木 紗英子、藤原 奈津美）
- きまぐれテンプテーション（ハーヴィー）
- 孕み鬼 ～鬼畜異形に蹂躙される巨乳鬼娘～（和泉）
- カオスドミナス（ミラベル・アードルグ）
- 健全!変態公僕のツトメ（高砂 稟子）

#### 2020年
- 世話焼き奥さんで人の頼みを断れない亜衣さんにお願いして中出しハメ放題のドスケベ妻になってもらった（藤川 亜衣）
- 館 ～官能奇譚～ インモラルエディション（善桜寺 美貴）
- 創神のアルスマグナ（セレスティアーナ・メギストス）
- ジンキ・リザレクション（メルJ・ヴァネット）
- 墓多DYINGZOMBIES ～Second Chance for BEAUTIFULLIVE～（佐藤 さとみ）
- はぴねす!2 りらっくす（弥篝 珠洲子）
- リアルエロゲシチュエーション!2（竜胆 奈央）
- 月の彼方で逢いましょう SweetSummerRainbow（月ヶ洞 きらり）
- QUALIA ～約束の軌跡～（阿比留 カレン）
- 創神のアルスマグナ（セレスティアーナ・メギストス）
- 光翼戦姫エクスティア3（天久保 百合）
- 空の少女 -美娼女学園1-（御園 愛美璃）
- 月の少女 -美娼女学園2-（御園 愛美璃）
- 淫獄の姫騎士姉妹 ～オークの家畜苗床～（ディアナ）[102]
- グラン・オベリスク（マリヤム）
- ドーナドーナ いっしょにわるいことをしよう（辻 リリヱ、高橋 菜々実）[103][104]
- 紅月ゆれる恋あかり（天王寺 ヴィクトリア）[105]
- 巨乳女士官洗脳催眠 「お前のような男の命令に従う訳がないだろう」（ゼニア・エドワーズ）[106]
- 異世界酒場のセクステット ～Vol.1 New World Days～（ベロニカ[107]）

#### 2021年
- 我が姫君に栄冠を（ラダ・クメン[108]）
- 同級生リメイク （草薙 やよい）[109]
- 源平繚乱絵巻 -GIKEI- (武蔵坊 弁慶)[110]
- 聖奴隷学園2 (六道 あさみ)[111]
- 極限痴漢特異点2（草壁 しずく）
- 魔法少女消耗戦線 DeadΩAegis (イリューシャ・ペトロヴナ[112])
- グラン・オダリスク (マリヤム)
- 聖の少女 -美娼女学園3- (御園 愛美璃)
- 催眠学習 Secret Desire (姫宮 涼香)
- コイカツ！サンシャイン（艶やか）
- 聖ヤリマン学園パコパコ日記2021（れい）

#### 2022年
- VenusBlood Savior（アーシェラ・バランクール）
- 神聖昂燐ダクリュオン・ルナ ～堕聖母誕生～（橘 瑛里華）
- てにおはっ!feat.真美 ～マゾの悦び開放しましょ?～（姫川 真美）
- 光翼戦姫エクスティアF パラレルエピソード2 リユニオン （天久保 百合）
- ナイショの姦淫 ～真夏の汗だく交尾～（大槻 アスナ）

#### 2023年
- サクラノ刻 -櫻の森の下を歩む- （鳥谷 静流）
- 配信者の頂点に俺はタツ! すべてを奪え!目指せ100万射精!! （南条 彩芽）
- 極限痴漢特異点3 千年の劣情（草壁 しずく）
- 乙女の剣と秘めごとコンチェルト（諏訪宗千佳）[113]
- ハーレム×楽園 - Harem × Shangri-La -（花月 烈夏）
- VenusBlood GAIA International（エルミン・カナン、カティア、ミーデン）[114]
- 反抗的なヤンキー少女との絶対主従関係（月島 亜須奈）
- ユズリハの詩 -異能力組織犯罪対策部 特殊機動隊 第二課- （草薙 志乃芙）

#### 2024年
- 淫従くノ一 〜忠義を超える隷属〜（漁り火 お憐[115]）
- GEARS of DRAGOON 3 ～竜刻のレガリア～（ミレイユ）
- 姦淫特急『夜鷹』 ～ 獣欲連鎖、真夏の花火大会 ～（星田 姫）[116]
- アンラベル・トリガー[117]
- 女装百合畑（千住院 真尋）
- キョウセイ支配（周防 美由里）
- 幻聖剣姫セイクリッドアーク（セイクリッドノワール(結城 雪)）
- 妹Friend! (南沢 真菜果)
- きまぐれテンプテーション2 ゆうやみ廻奇譚（楠木 みりあ）
- 悲鳴 -地下室に囚われた11人-（若松 詩織）

#### 2025年
- 覇王戦姫 来夢（ユコミス・G・真田）[118]
- もっと!孕ませ!炎のおっぱい異世界おっぱいバニー学園!（カルラ・リル・アーシアン、ママリア・レ・ファイルーダ）
- Venus Blood VALKYRIE（アルティラ）
- 極限痴漢特異点NEO（草壁 しずく）
- ブルータル・ボール ～謝肉闘技場～（ゼタ、ダナ姫）
- ネコぱらAfter ラ・ヴレ・ファミーユ（ココナツ）

### コンシューマーゲーム
- 銭湯カノジョ-恋もお風呂もアツアツで-（桐咲 潤）
- 紅月ゆれる恋あかり（天王寺 ヴィクトリア）
- 星と乙女が占う未来（桐咲 潤[119]）
- 同級生リメイクCSver（草薙 やよい）[120]

### ソーシャルゲーム
- Quiz of Walkure（ナターリア、リュテ、イリィ、スディリ、アラーニェ、キッカ、ハヤテ）[121]
- レッドコラプション（キャロライン、キンバリー、ダークキャロライン）
- ドキドキ☆病んでミック（チェイミー、一捻 千笑、人見 知里、才識 香律）
- 星のガールズオデッセイ（ヘパイストス、アンタレス）
- 宝石姫 JEWEL PRINCESS（エメラルド、ラピスラズリ、豊臣秀吉（戦乱プリンセスコラボ））
- 戦乱プリンセス（豊臣秀吉、伊達政宗、風魔小太郎、前田利家、種子島時尭、梵天丸、安藤守就、伊藤一刀斎、茶屋四郎次郎、エメラルド、織田信忠、松尾芭蕉、吉弘鑑理、毛利秀包）
- ぼくらの放課後戦争!（高山碧）
- オトギフロンティア（シンデレラ、プリンセス・シンデレラ）
- 凍京NECRO SUICIDE MISSION（蒼月天音、ビクトリア・ハーマン、河鹿忍、西園寺美園）
- アイオライトリンク（ティア）
- UNITIA 神託の使徒х終焉の女神（ジル、ロザーナ）
- ファントムグリード（神宮寺カナリア）
- アイ・アム・マジカミ（大鳥丹）
- 対魔忍RPG（甲河アスカ[122]）
- ふるーつふるきゅーと!（カービル、キャロット、サワーソップ）
- 要塞少女（カルーア、フラン）
- 超昂大戦 エスカレーションヒロインズ（皇帝のニル / ファヴニル・ジークフリート8世[123]、ビートアイドル・クミコ / 中海クミコ[124]）

### 音声ドラマ
- アスカメス奴隷エロCD（2013年）甲河アスカ 役 - 抱き枕カバー『対魔忍アサギ3・甲河アスカ抱き枕カバー アスカメス奴隷エロCD付』の付属品。オナホール『対魔忍アサギ Dセット』の特典にもなった[125]。
- 奴隷娼婦アスカのぶっかけアクメCD（2014年）甲河アスカ 役 - 抱き枕カバー『対魔忍アサギ3 甲河アスカ抱き枕カバー 娼婦対魔忍汁だくVer. 奴隷娼婦アスカのぶっかけアクメCD付き』の付属品[126]。

### OVA
- 悦楽の胤 THE ANIMATION（2015年）乃野原麗奈 役[127]）
- 対魔忍アサギ3（甲河アスカ 役）